# (12681) Pevear
(12681) Pevear, désignation provisoire 1981 UL29, est un astéroïde de la ceinture principale découvert en 1981.

## Description
(12681) Pevear a été découvert le 24 octobre 1981 à l'observatoire Palomar, situé au nord de San Diego en Californie, par Schelte J. Bus.

### Caractéristiques orbitales
L'orbite de cet astéroïde est caractérisée par un demi-grand axe de 2,73 UA, un périhélie de 2,11 UA, une excentricité de 0,23 et une inclinaison de 14,09° par rapport à l'écliptique. Du fait de ces caractéristiques, à savoir un demi-grand axe compris entre 2 et 3,2 UA et un périhélie supérieur à 1,666 UA, il est classé, selon la JPL Small-Body Database, comme objet de la ceinture principale.

### Caractéristiques physiques
(12681) Pevear a une magnitude absolue (H) de 14,6 et un albédo estimé à 0,139.

## Étymologie
Cet astéroïde est nommé en l'honneur de Kristina Pevear (1982-).